# Академічна (станція метро, Санкт-Петербург)
Академічна (рос. Академическая) — станція Петербурзького метрополітену, яка розташована на Кіровсько-Виборзькій лінії. Відкрита 31 грудня 1975 року. Під час вибору назви важливу роль відіграло розташування неподалік станції науково-дослідницьких інститутів, а ряд вулиць цього району отримали назви за принципом прославлення діячів науки.

## Вестибюль
Наземний павільйон станції розташований у районі Гражданки на перетині проспектів Науки та Гагарінського.
Фриз усередині станції виконаний з полірованого червоно-рожевого граніту, стіни касового залу облицьовані білим мармуром.

## Технічна характеристика
Конструкція станції — колонна трисклепіна глибокого закладення (глибина закладення — 64 м).

## Оздоблення
Тематика оформлення підземного залу присвячена досягненням радянської науки. У торцьовій стіні є напис зі словами В. І. Леніна:

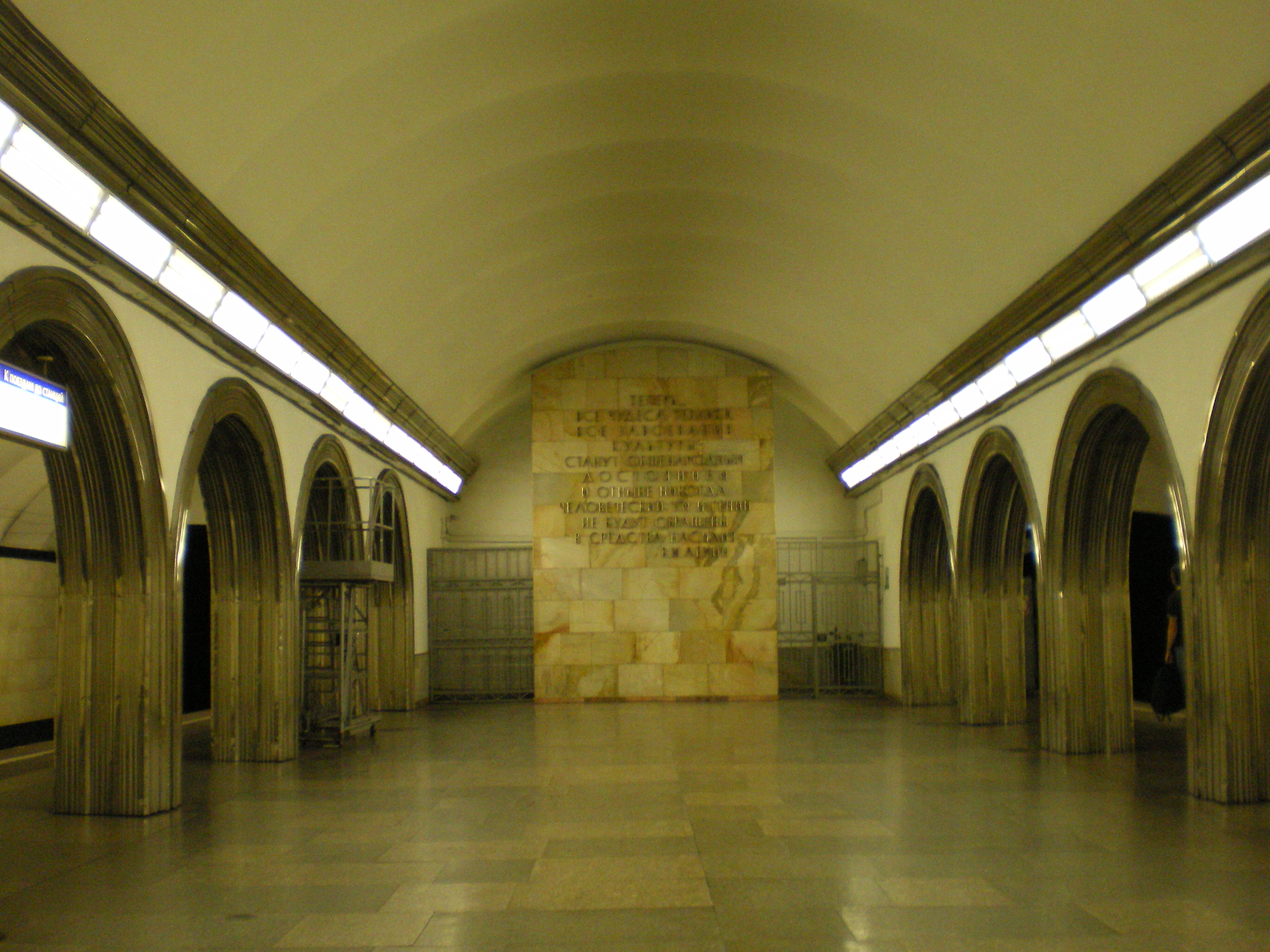
Глуха стіна станції

«Тепер усі досягнення науки будуть загальнонародними. Жоден розум та геній не перейдуть на бік насилля».
Колони перонного залу оздоблені штампованими сталевими профілями, що нагадують станцію «Маяковська» у Москві. Колійні стіни облицьовані білим мармуром, підлога — сірим гранітом. Решітки на колійних стінах закриті квадратами з нержавіючої сталі (3Х5).
За проектом для освітлення станції були використані оригінальні світильники у вигляді трубок денного без абажурів, що проіснували до 2004 року. Під час заміни освітлення ці світильники були зняті та замість них були встановлені звичайні люмінесцентні у металевих офісних плафонах. Підсумком цього стало те, що на станції стало світліше, але станція втратила свій первісний вигляд.
Нахилений хід (вихід зі станції), де розташовані 4 ескалатори, розташований у північному кінці будови. Для освітлення використовуються світильники оригінальної конструкції.

## Цікаві факти
- При проходці похилого ходу щит, що перетинав пісковики, на глибині шести метрів він зірвався з стопорів та завалився у площину площею 15 м2. та висотою 1,6 м. Проходи до камери були завалені до розтину щитом. Після ліквідації несправностей роботи продовжились.
- До будівництва павільйону на його місці розташовувались котельна та гаражі.
- Станція була використана для зйомок двох фільмів — «Метрополітен попереджує» та «Осінній марафон».

## Колійний розвиток
- Колійний розвиток станції включає у себе оборотний з'їзд для відстою рухомого складу.
- Між «Політехнічною» та «Академічною» є два тунелі без колій, що були заготівкою під лінію «Світланівський проспект» — «Проспект Луначарського» — «проспект Культури»[1]. Нині будівництво цієї лінії не планується, а натомість курсує швидкісний трамвай.

## Прив'язкигромадського транспорту
- Трамвайні маршрути: 9, 38, 57.
- Тролейбусні маршрути: 6, 31.
- Автобусні соціальні маршрути: 40, 60, 93, 102, 103, 153, 176, 177, 178.
- Автобусні комерційні маршрути: К-6, К-9, К-72, К-93, К-94, К-95, К-101, К-102, К-131, К-131, К-150, К-175А, К-176, К-178, К-191, К-193, К-278, К-278А, К-288, К-325, K-330

## Ресурси Інтернету
- «Академічна» на metro.vpeterburge.ru [Архівовано 1 вересня 2009 у Wayback Machine.](рос.)
- «Академічна» на ometro.net(рос.)
- Санкт-Петербург. Петроград. Ленінград: Енциклопедичний довідник. «Академічна»(рос.)